# Восточные погоряне

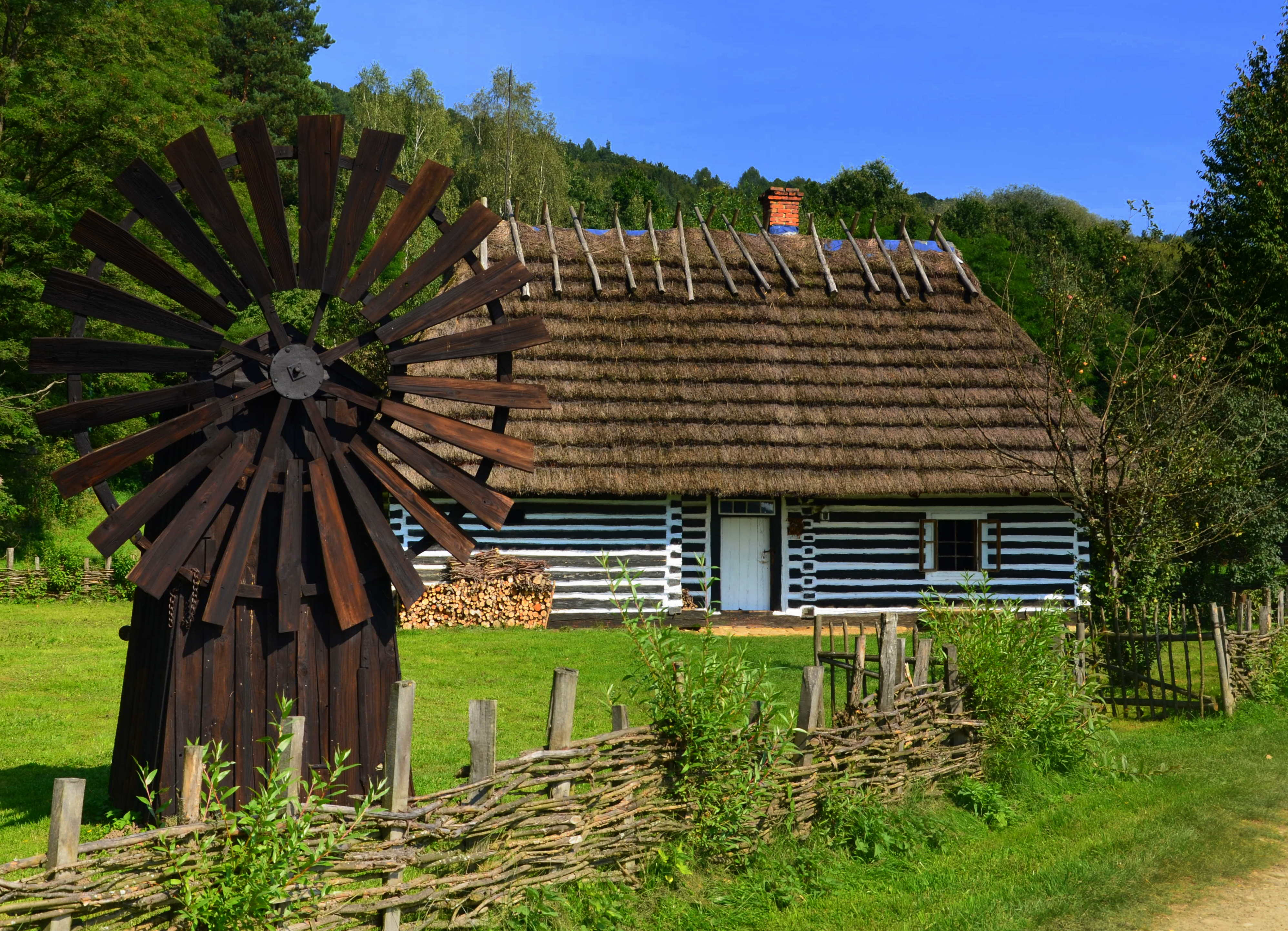
Погорянская усадьба и ветряная мельница из Турашувки

Восточные погоряне — часть польской этнографической группы, отделившейся от погорян. Занимают Стшижовские предгорья, Буковские предгорья, Дыновские предгорья и Крошниньскую долину в бассейне реки Вислок от Жидрановы на юге до Каньчуги на севере.

## Поселение
Поселенческая ситуация в этом районе Польши в средние века была чрезвычайно сложной. Были давно существовавшие этнические польские и русинские элементы, на которые наложились новые польские и немецкие (глухонемцы, карпатские немцы), а с XIV века также русинские и валашские переселенцы. Как указывает професор Пшемыслав Домбковский, регион также был заселен ранее венгерским населением, которое в начале XIV века либо поселилось там постоянно, либо временно осталось. Весьма вероятно, что, как и в других землях, в Саноке также были какие-то поселения, изначально заселенные венграми, которые со временем были ополячены.
Земли, лежащие на правом берегу бассейна Вислока, оставались необитаемыми до XIV века. Их колонизация по польскому и германскому законодательству, осуществленная в основном немецкими рыцарскими родами из Венгрии — Балов, Силезии — Кмитов, Моравии — Гербуртов, а затем саксонских Фредро, произошла только на рубеже XIV и XV веков. Польское переселение привело к появлению групп польских погорян, проживающих в этих районах.
С запада эта группа примыкает к западным погорянам, а с юга к лемкам.

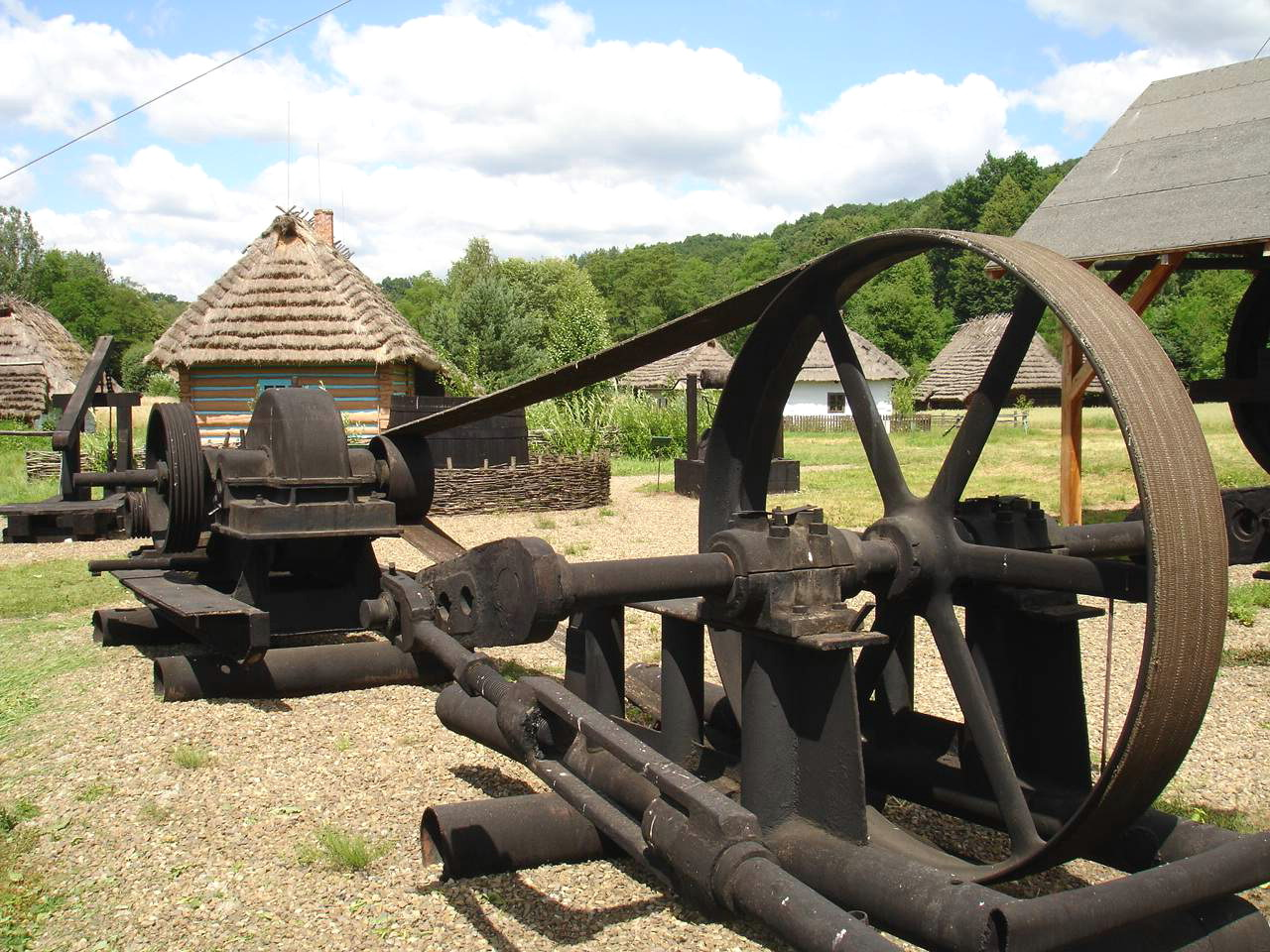
Нефтяное оборудование из района Погуже, выставка в музее под открытым небом в Саноке

## Экономика
Основой экономики здесь раньше было земледелие, а скотоводство играло гораздо меньшую роль. Почвы на занимаемой территории плодородные, плоские или слегка холмистые, поэтому весь регион представляет собой сельскохозяйственные угодья, занятые под поселения с раннего средневековья. Начало польскому заселению в соответствии с немецким законодательством относится к возвращению Саноцкой земли короне в 1340 году. Во многих местах получили широкое развитие и ремесла, важнейшими из которых были ткацкие и сапожные гильдии. Земледелие и животноводство находились на достаточно высоком уровне, в таких местах, как Заршин, развивалось разведение симментальского скота, завезенного из Швейцарии. В экономической статистике австрийских властей с 1913 года коммуна Хачув была одной из самых богатых в Галиции. Район Предгорья и Ясельско-Саноцких долин также является колыбелью мировой нефтяной промышленности. В Бубрке под Кросно в 1854 году Игнаций Лукасевич заложил первую в мире нефтяную шахту.

## Церковная архитектура

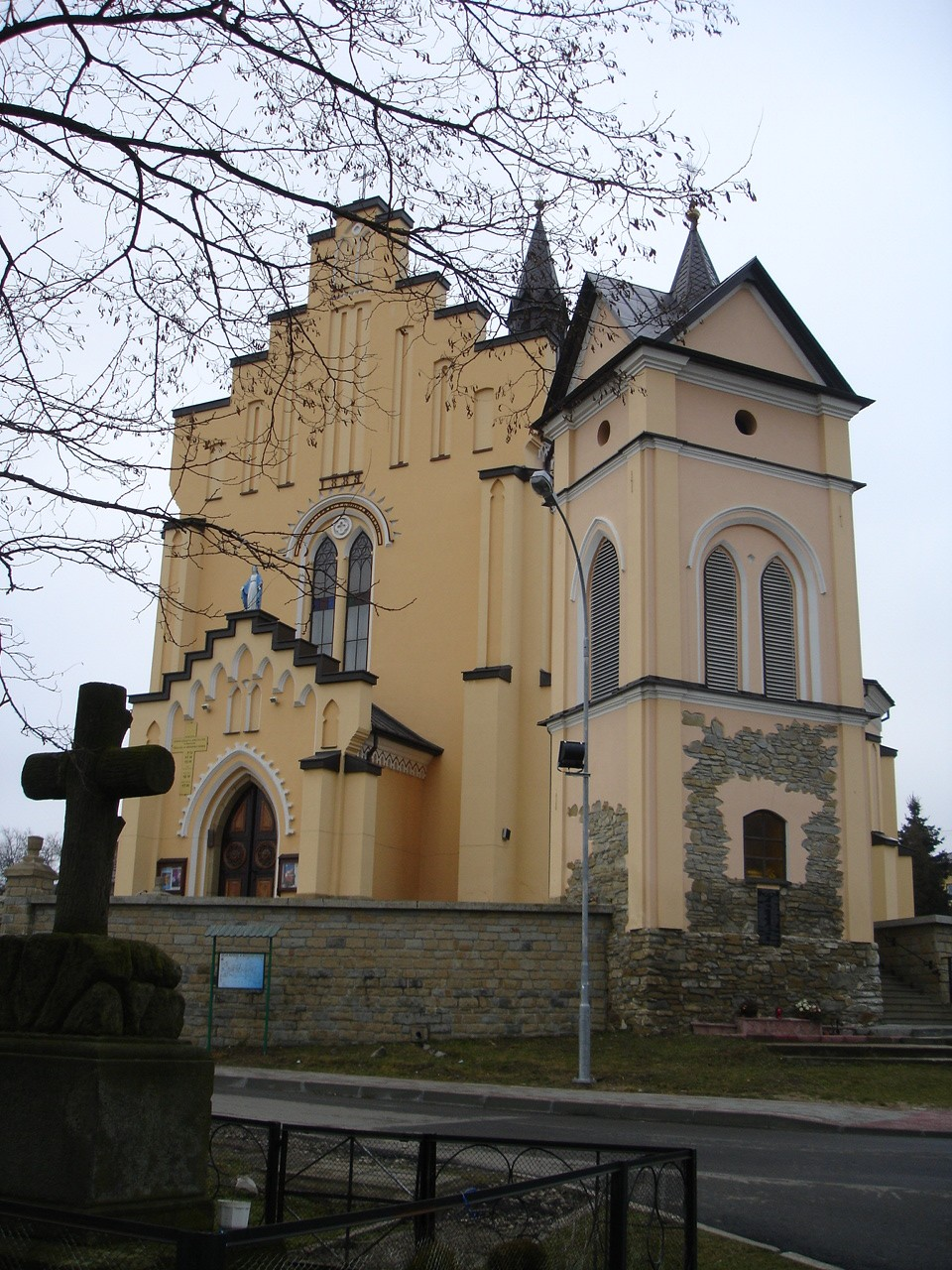
Приход Воздвижения Креста Господня в Буковско
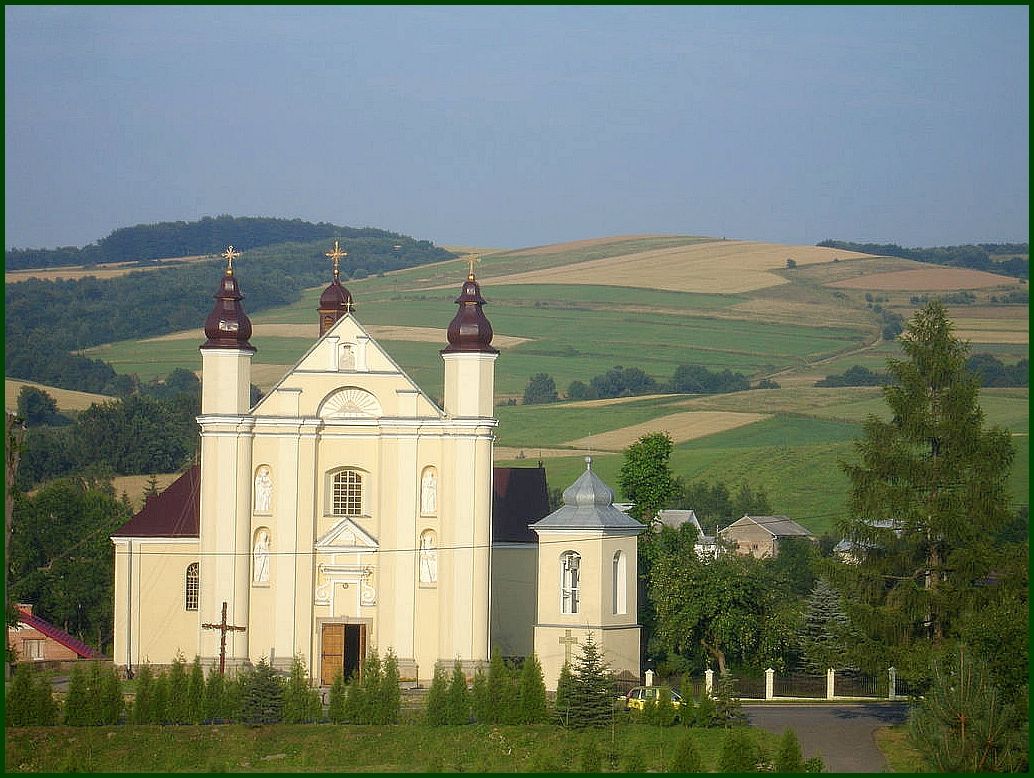
Приход св. Николая в Новотанце.
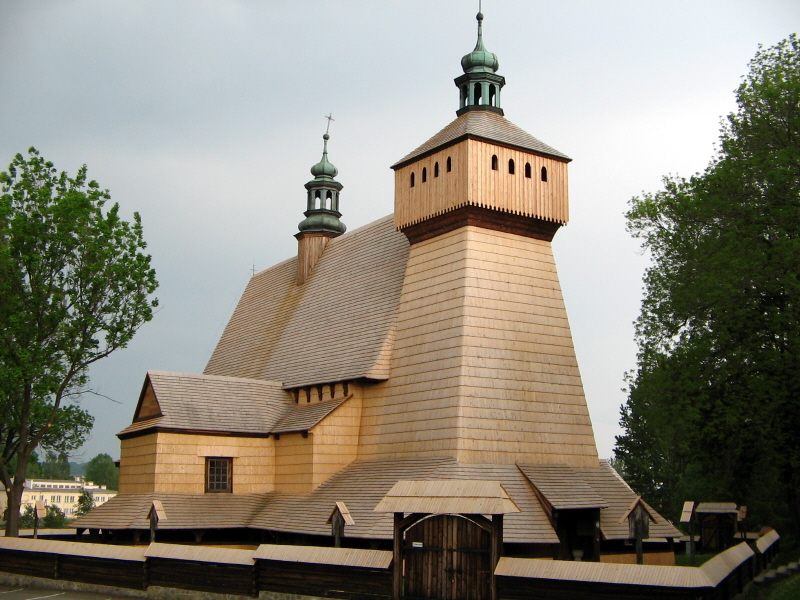
Костел Успения Пресвятой Богородицы в Гачуве
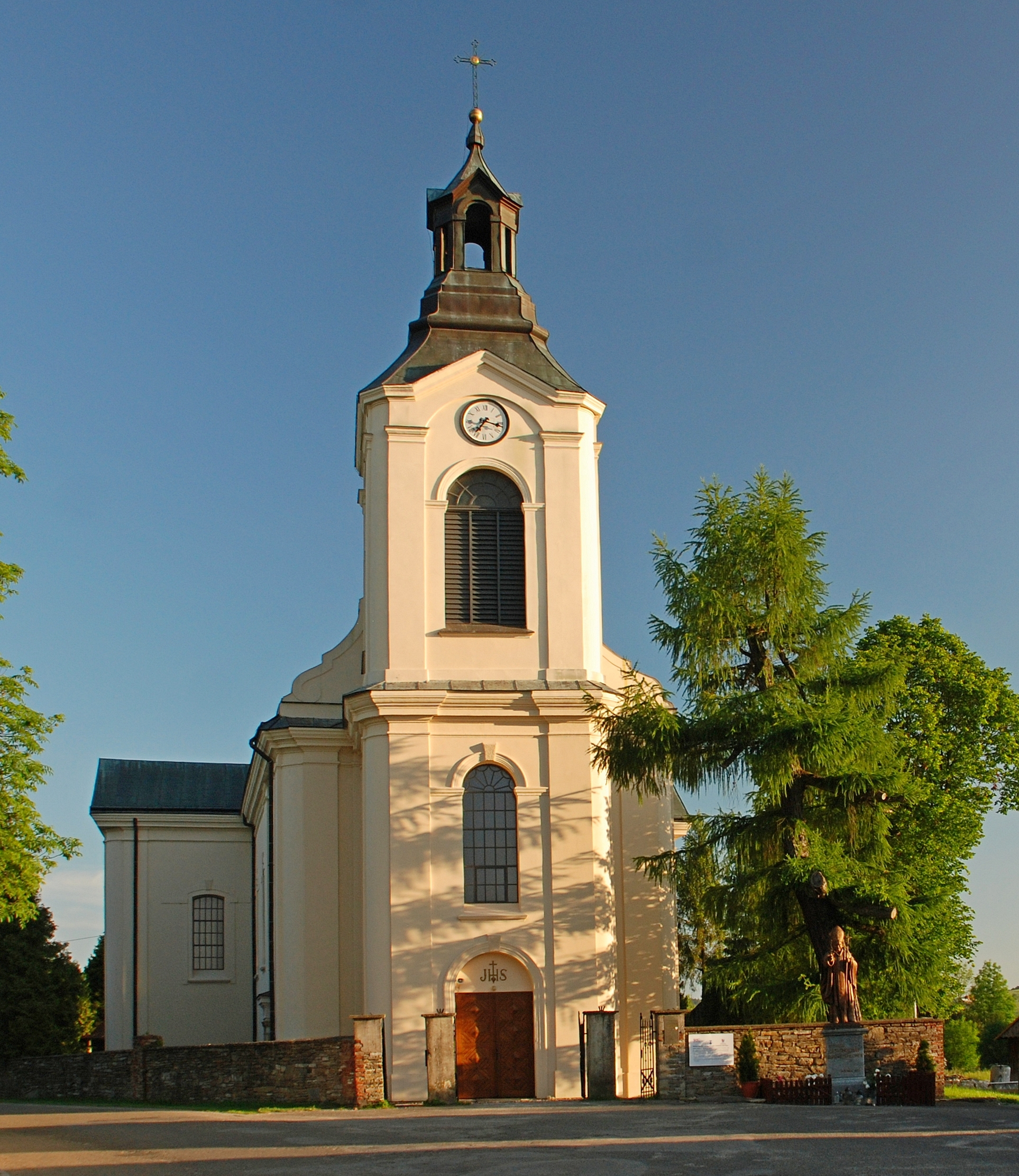
Приходская церковь в Яслиске
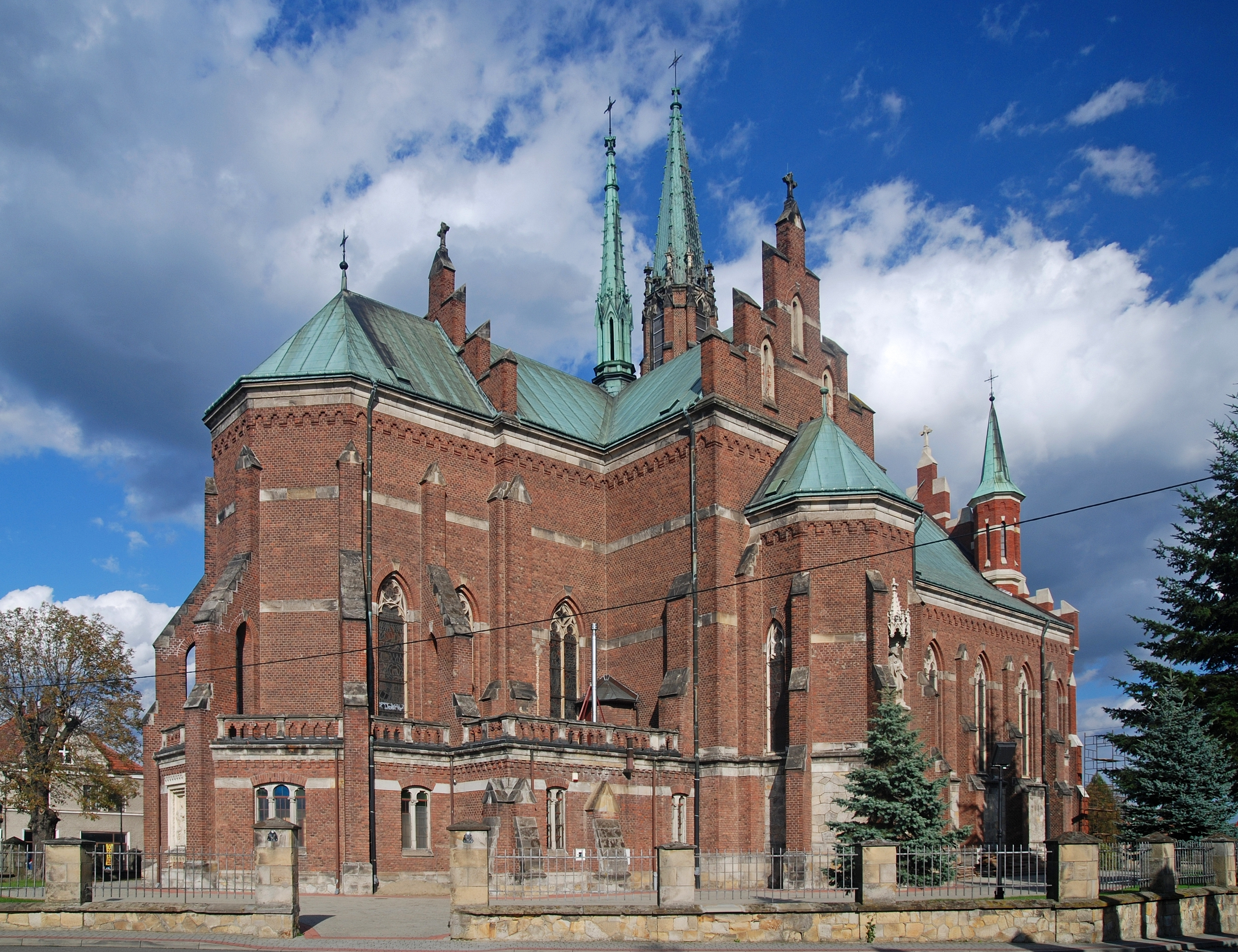
Приходская церковь в Корчине
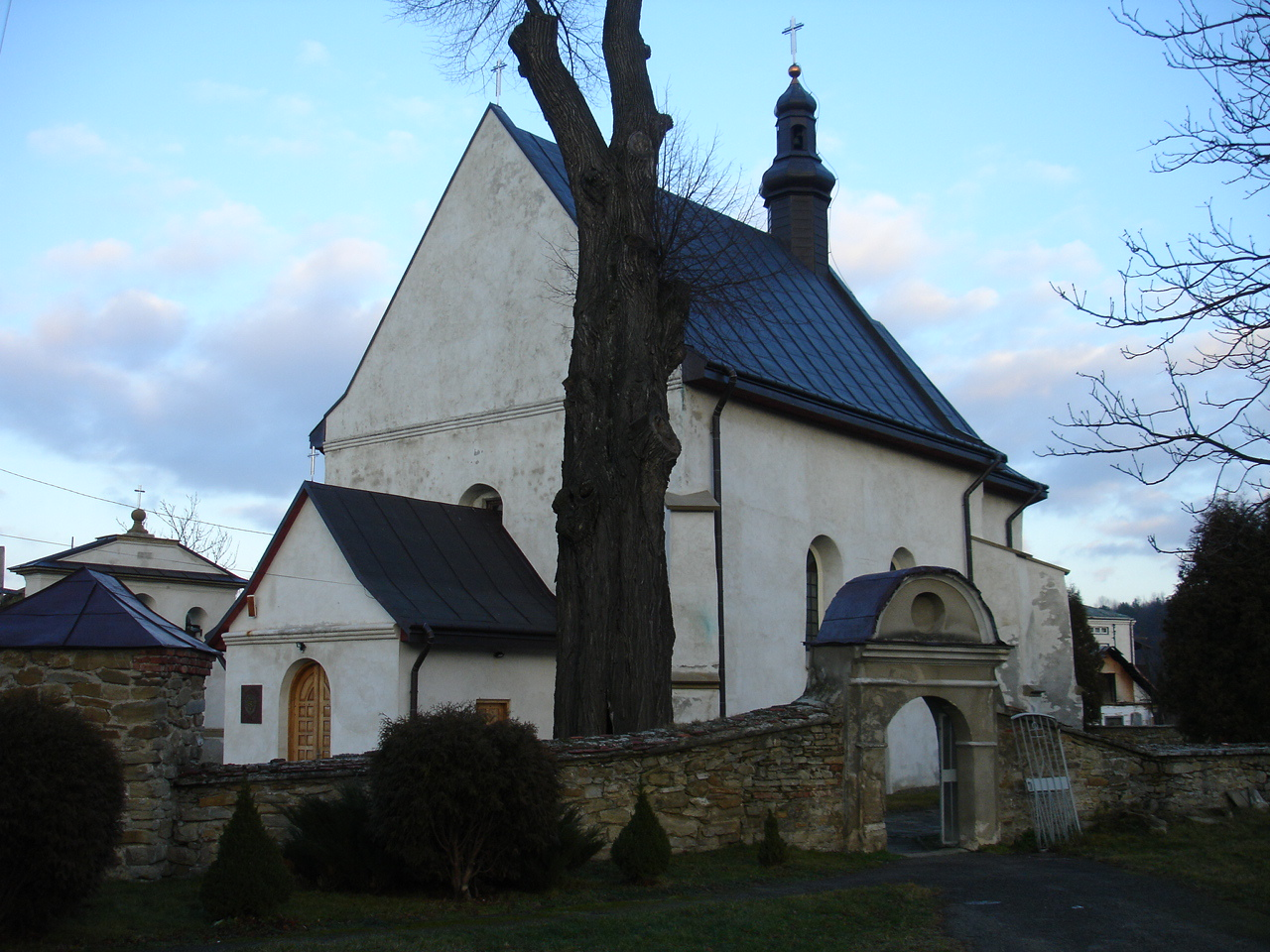
Приходская церковь в Мрзглоде
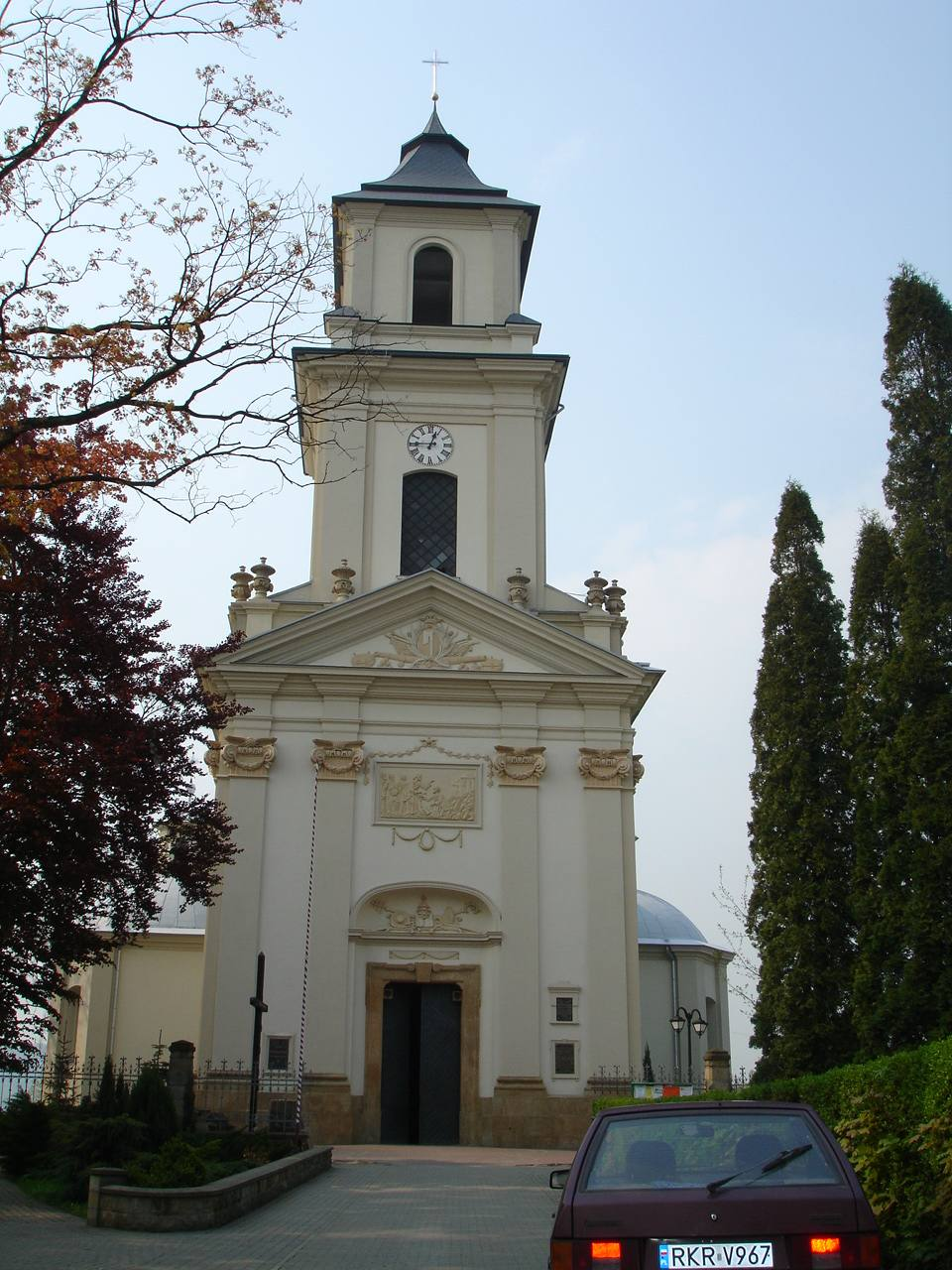
Приходская церковь в Рымануве
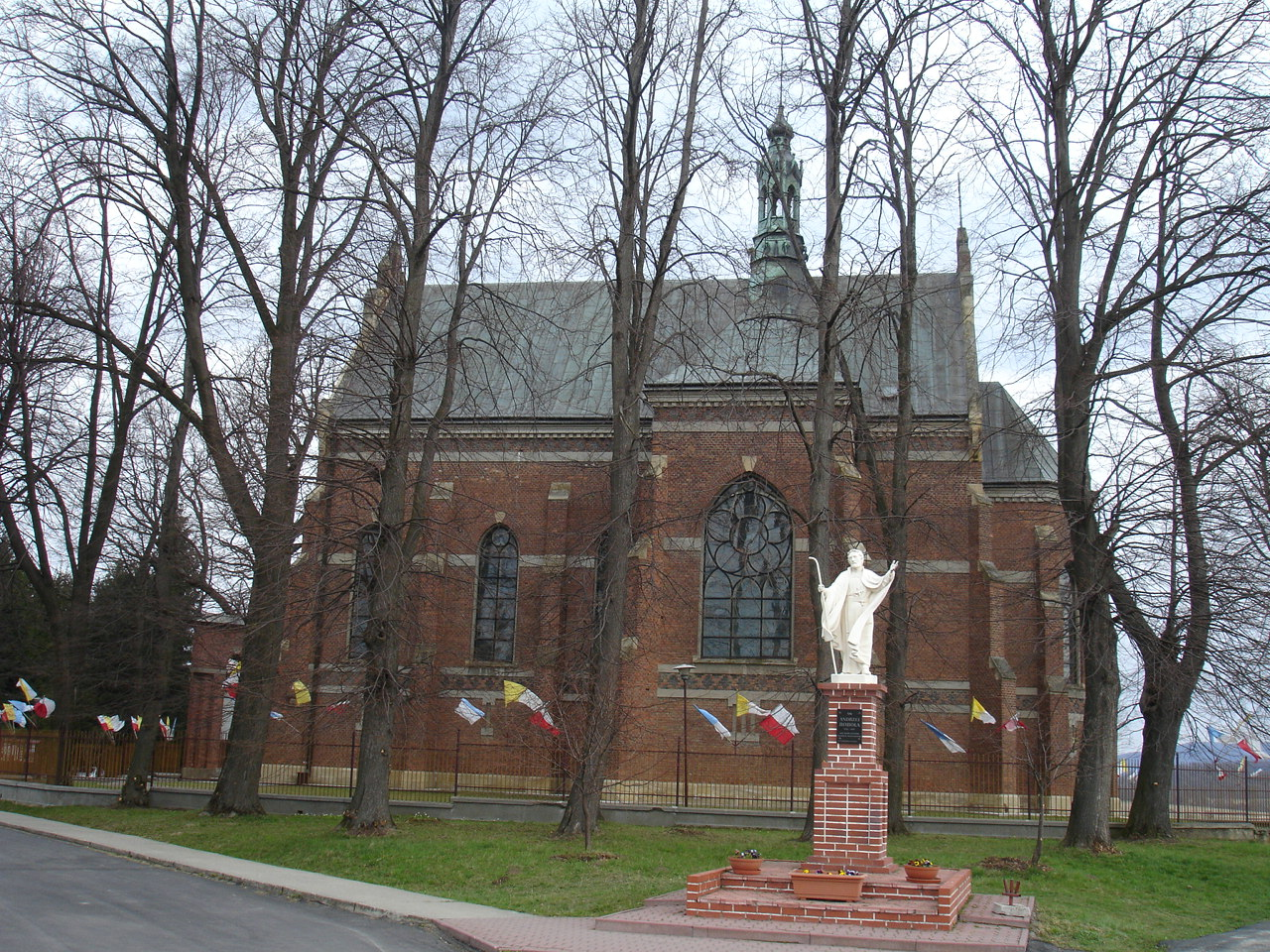
Приходская церковь в Страхоцине
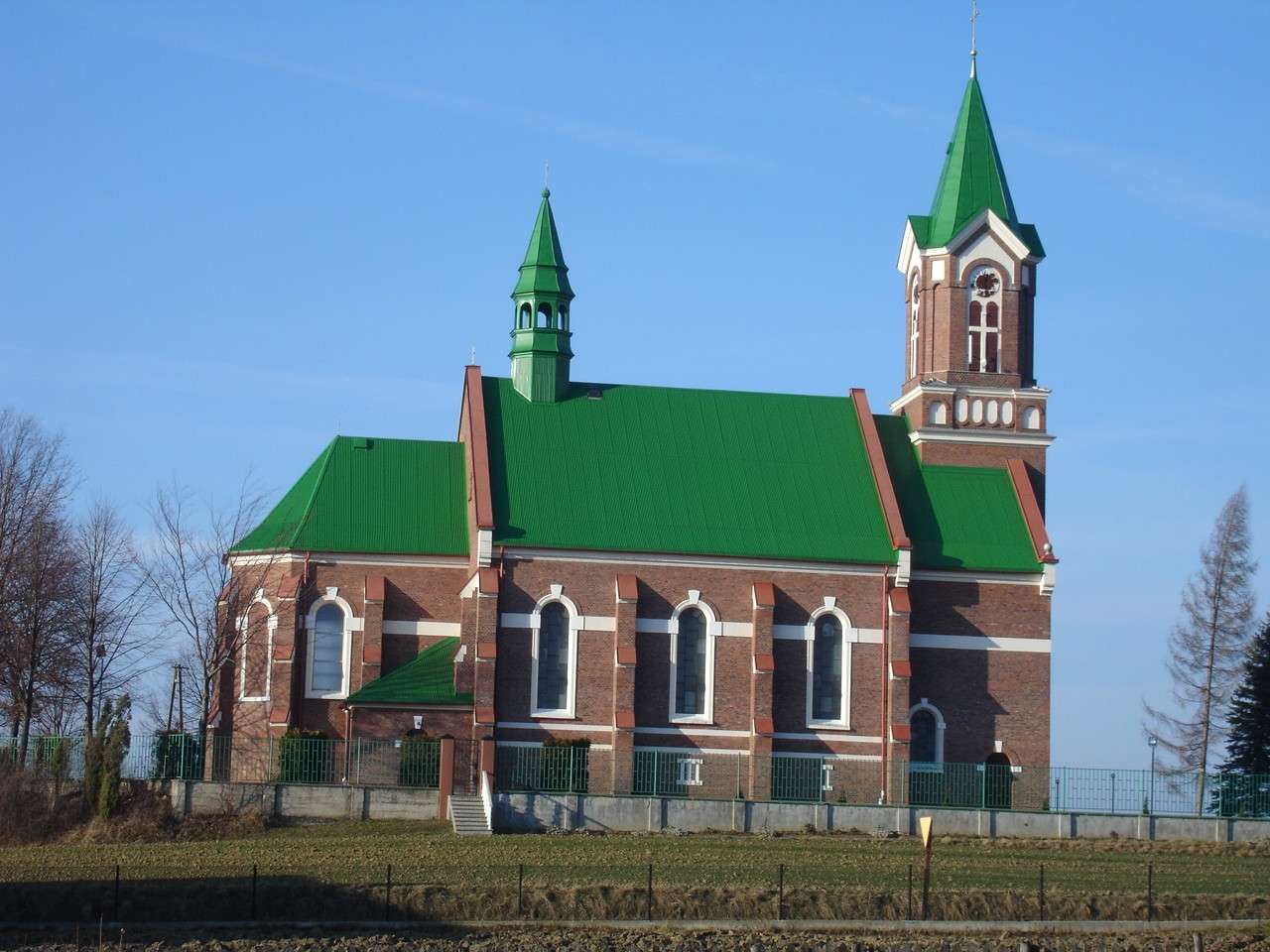
Приход св. Николая в Небещанах
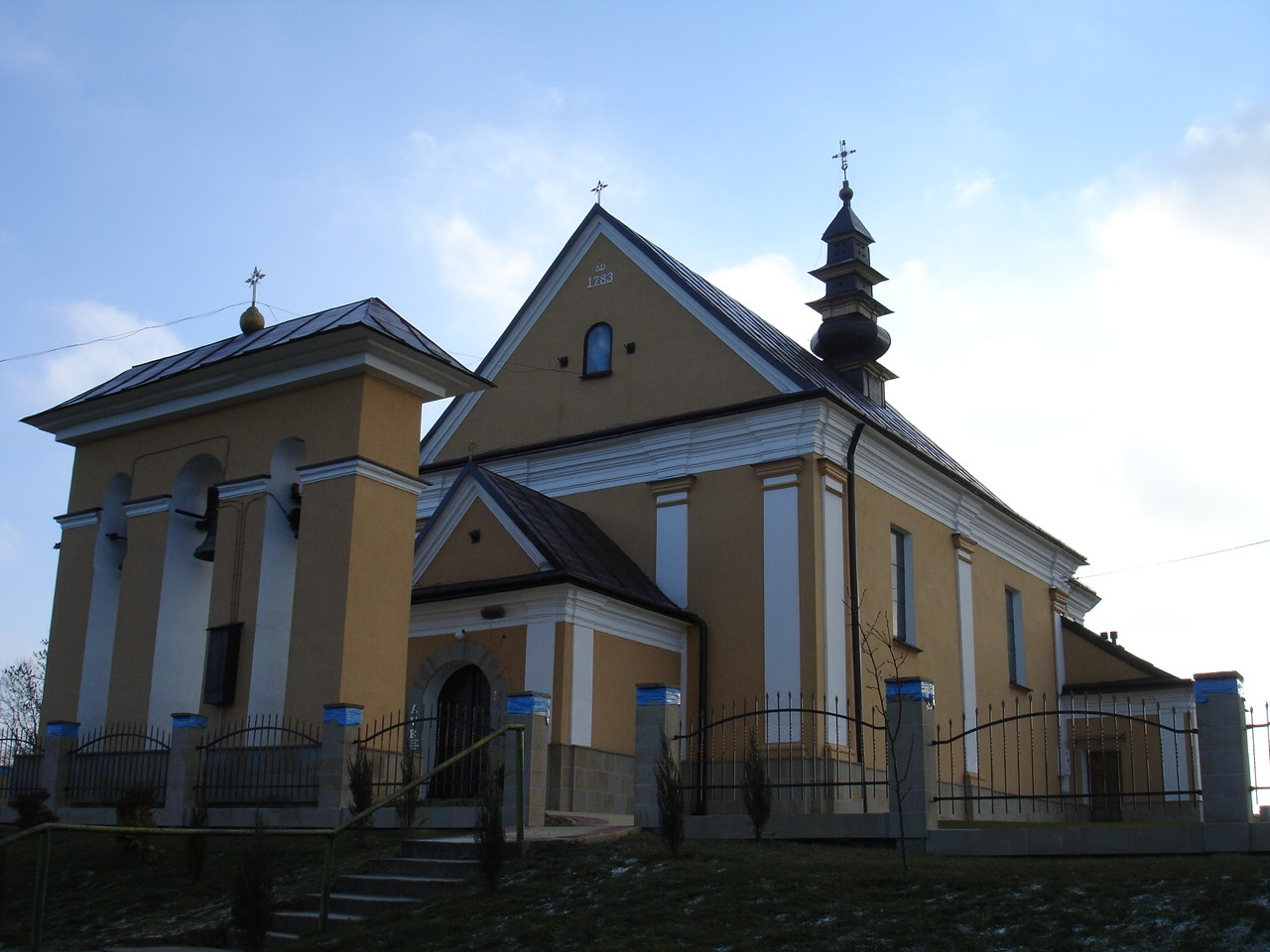
Приход Сретения Божией Матери в Пораже
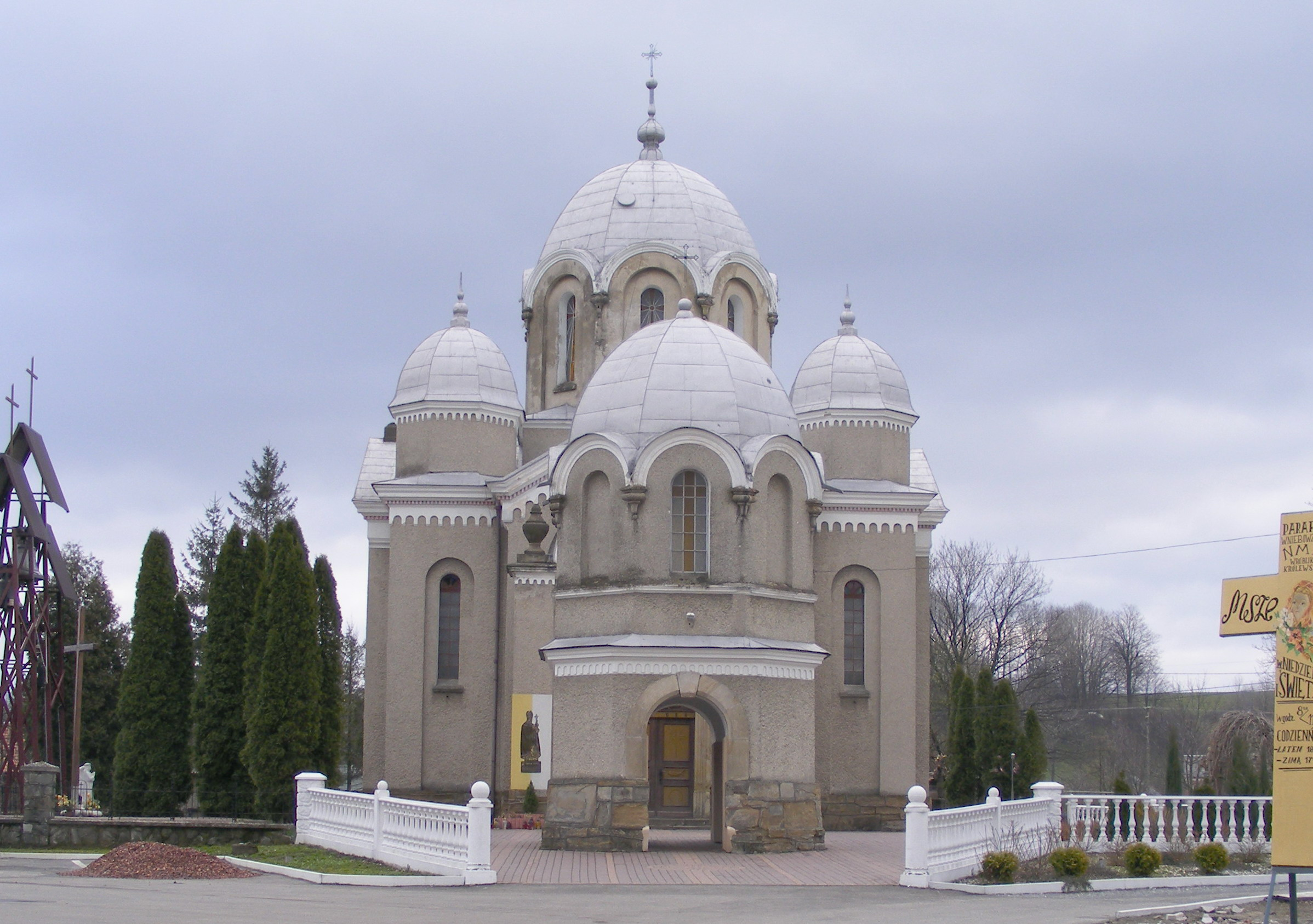
Приход Успения Пресвятой Богородицы во Вроблике Королевском
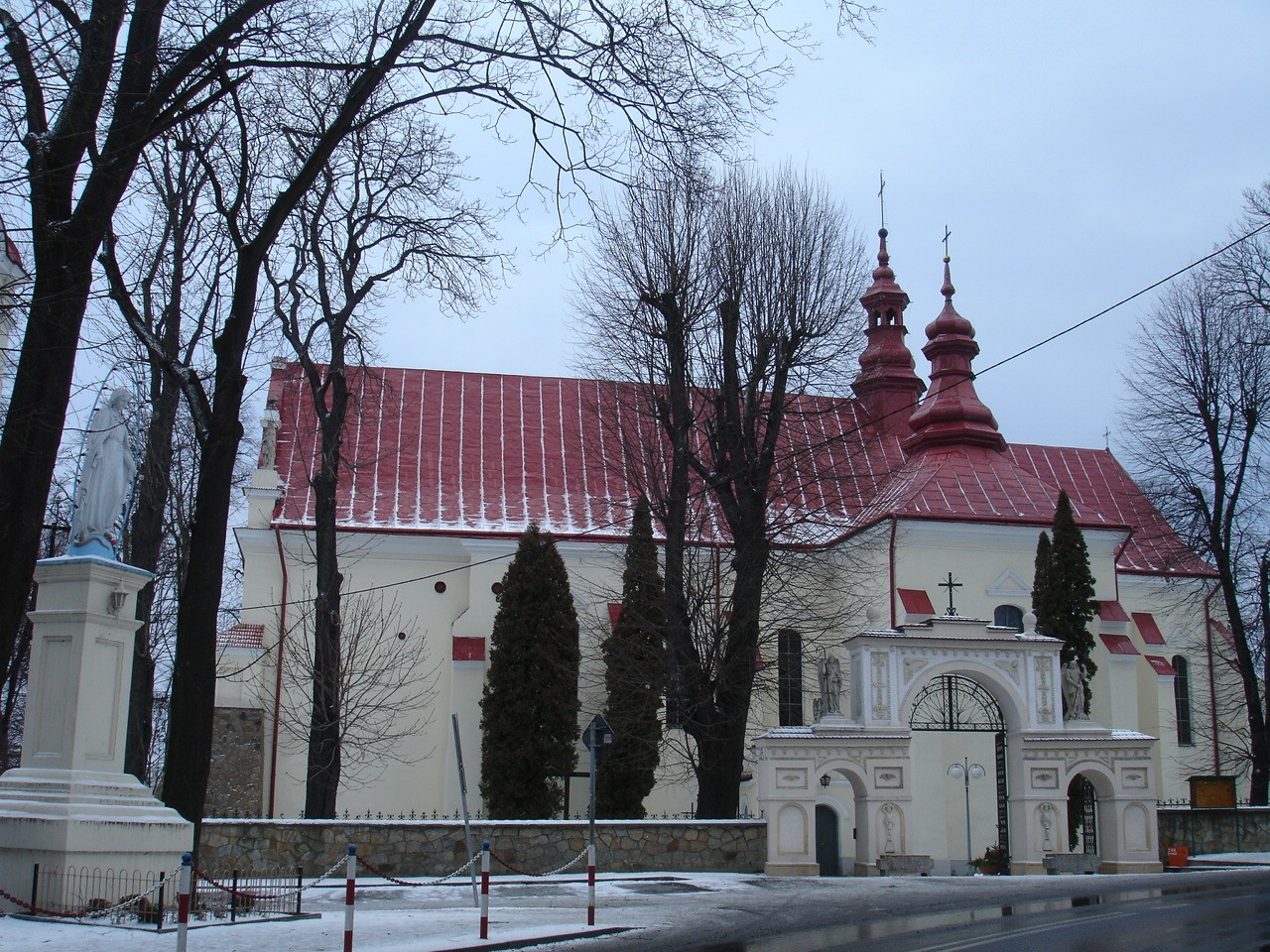
Приходская церковь в Дынове
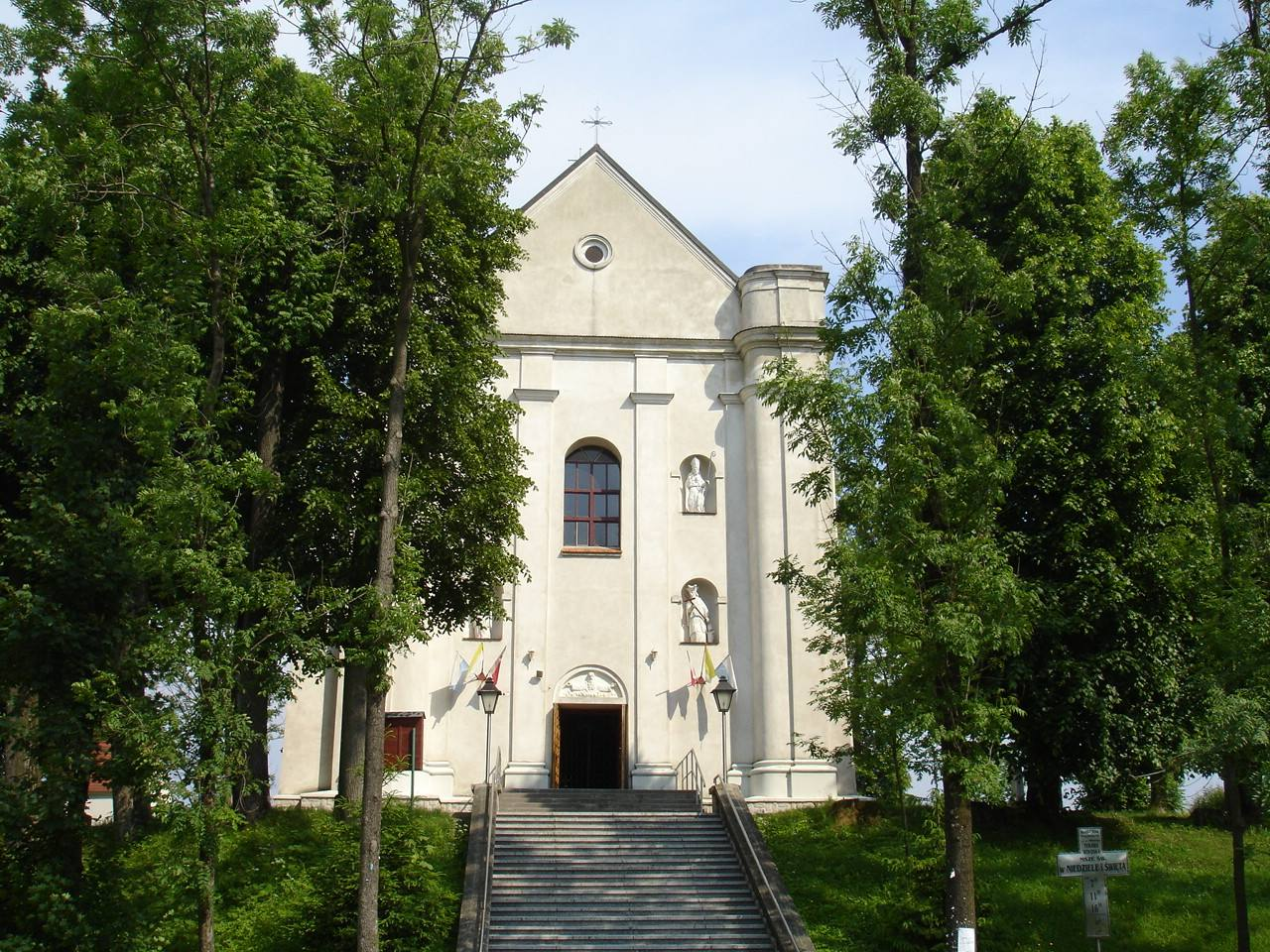
Приходская церковь св. Николая в Тыраве Вольска
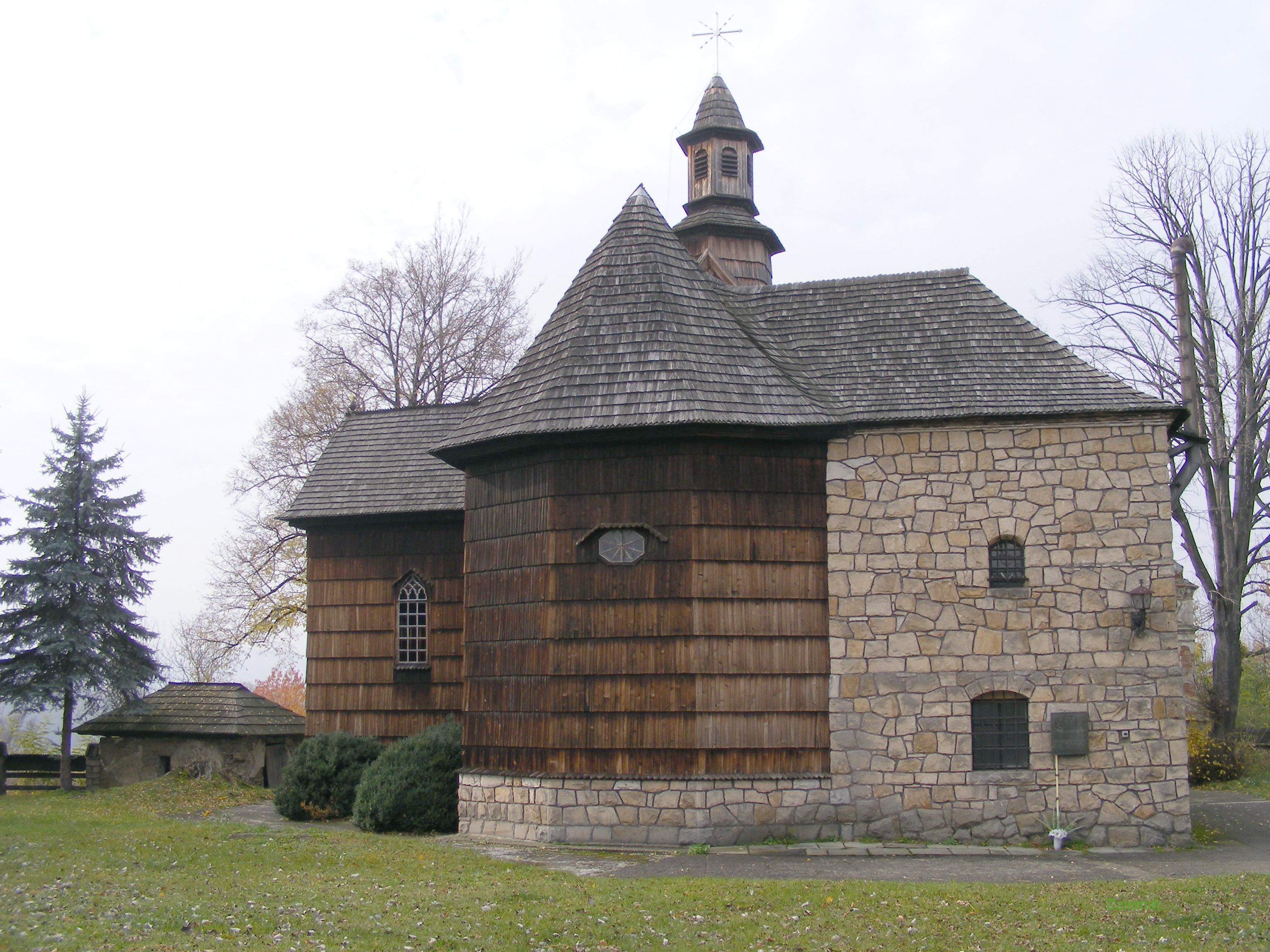
Церковь Всех Святых на Врочанке
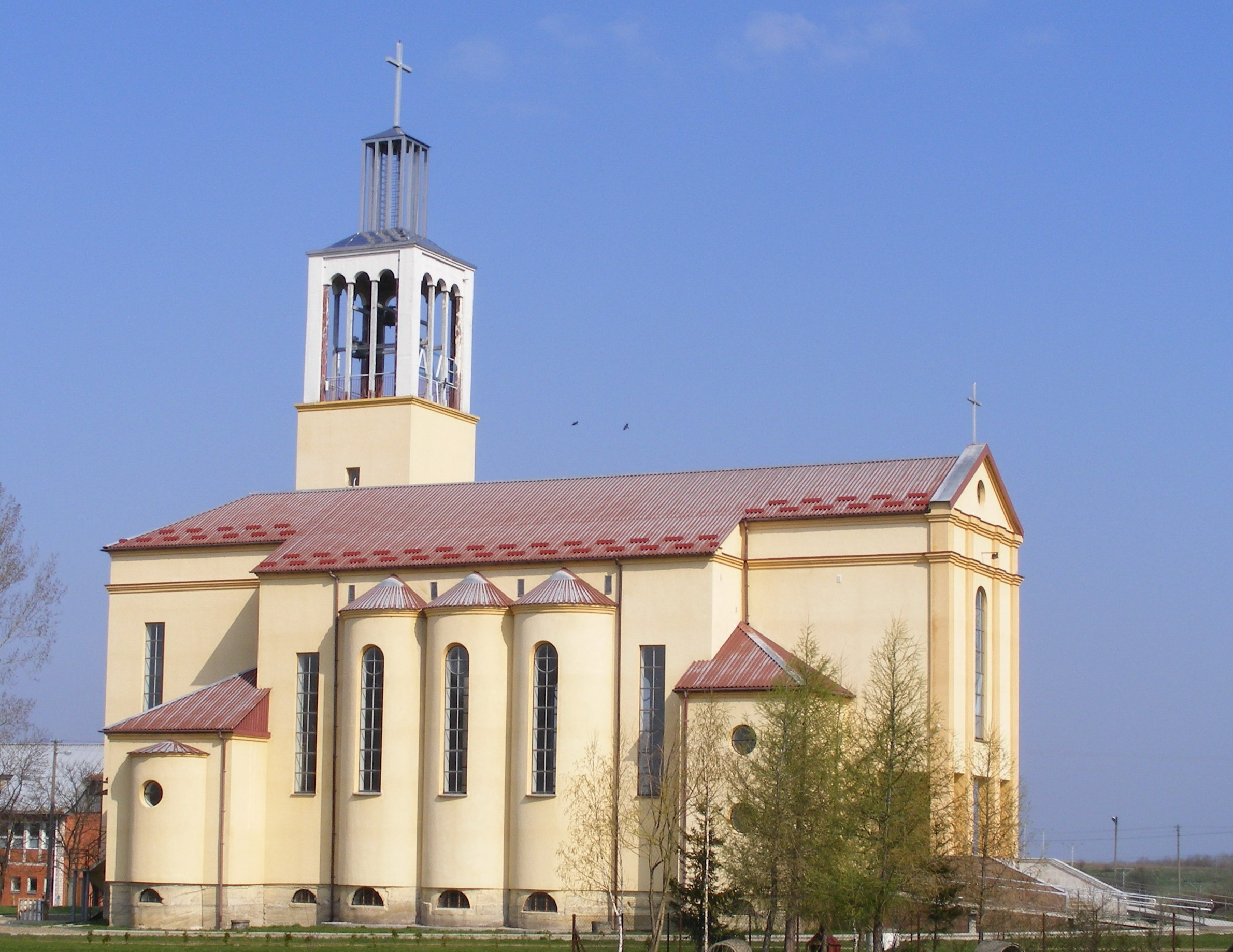
Новая приходская церковь на Врочанке
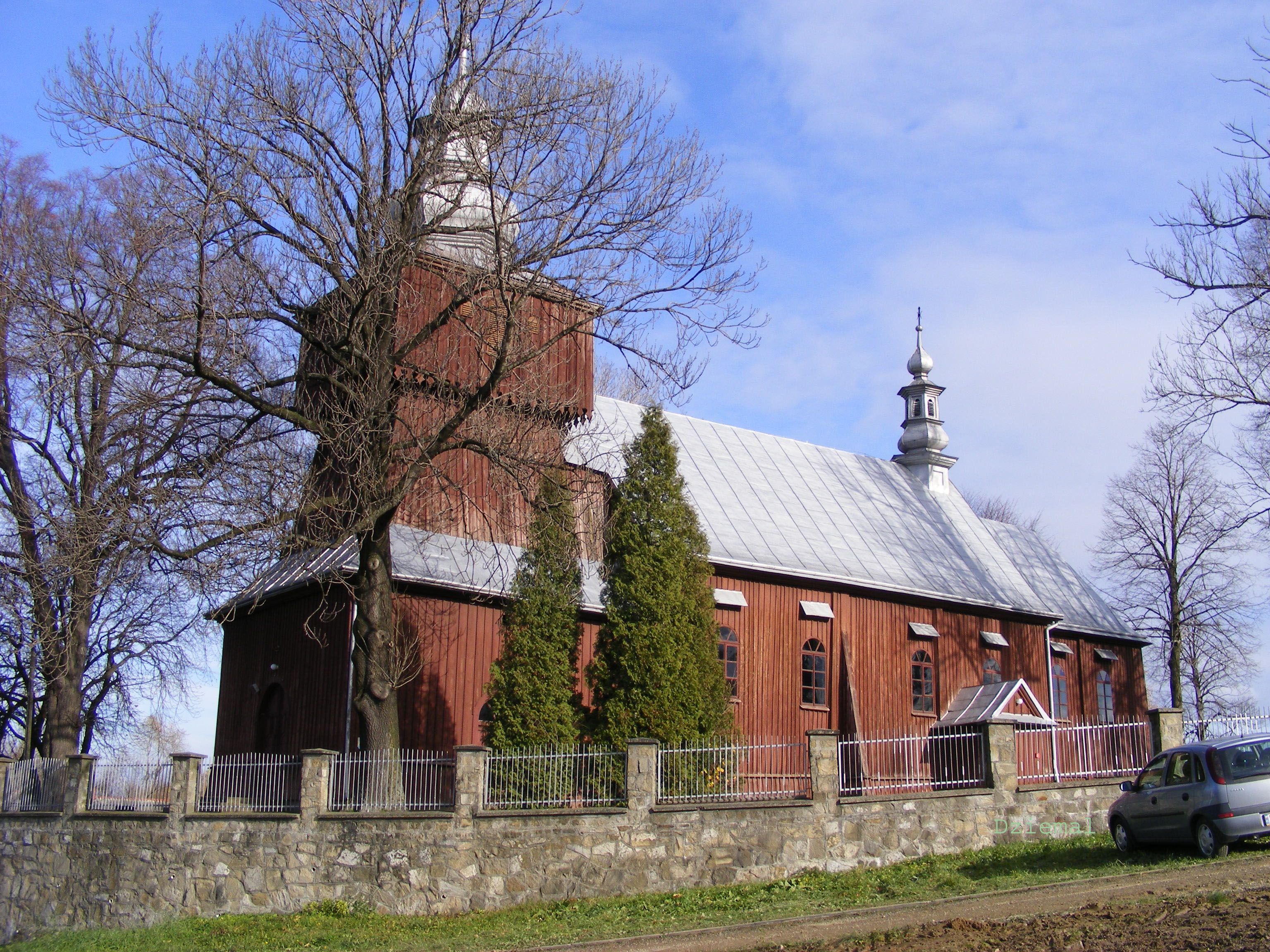
Церковь Святого Варфоломея в Роги
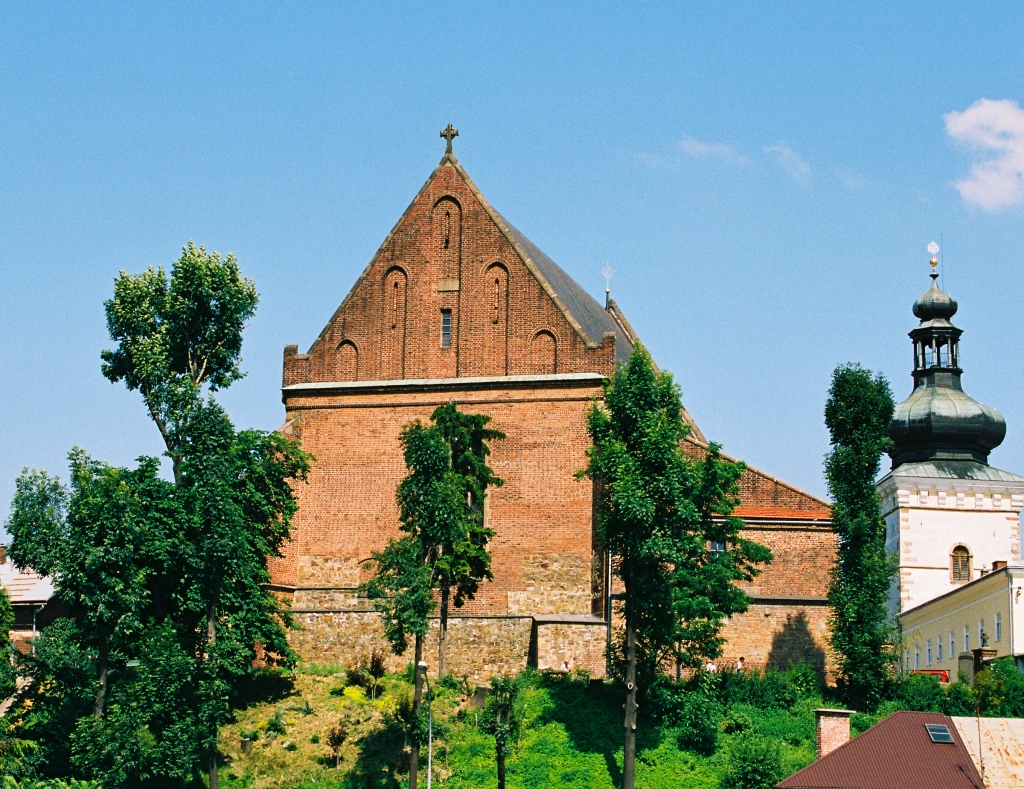
приходская церковь в Кросно
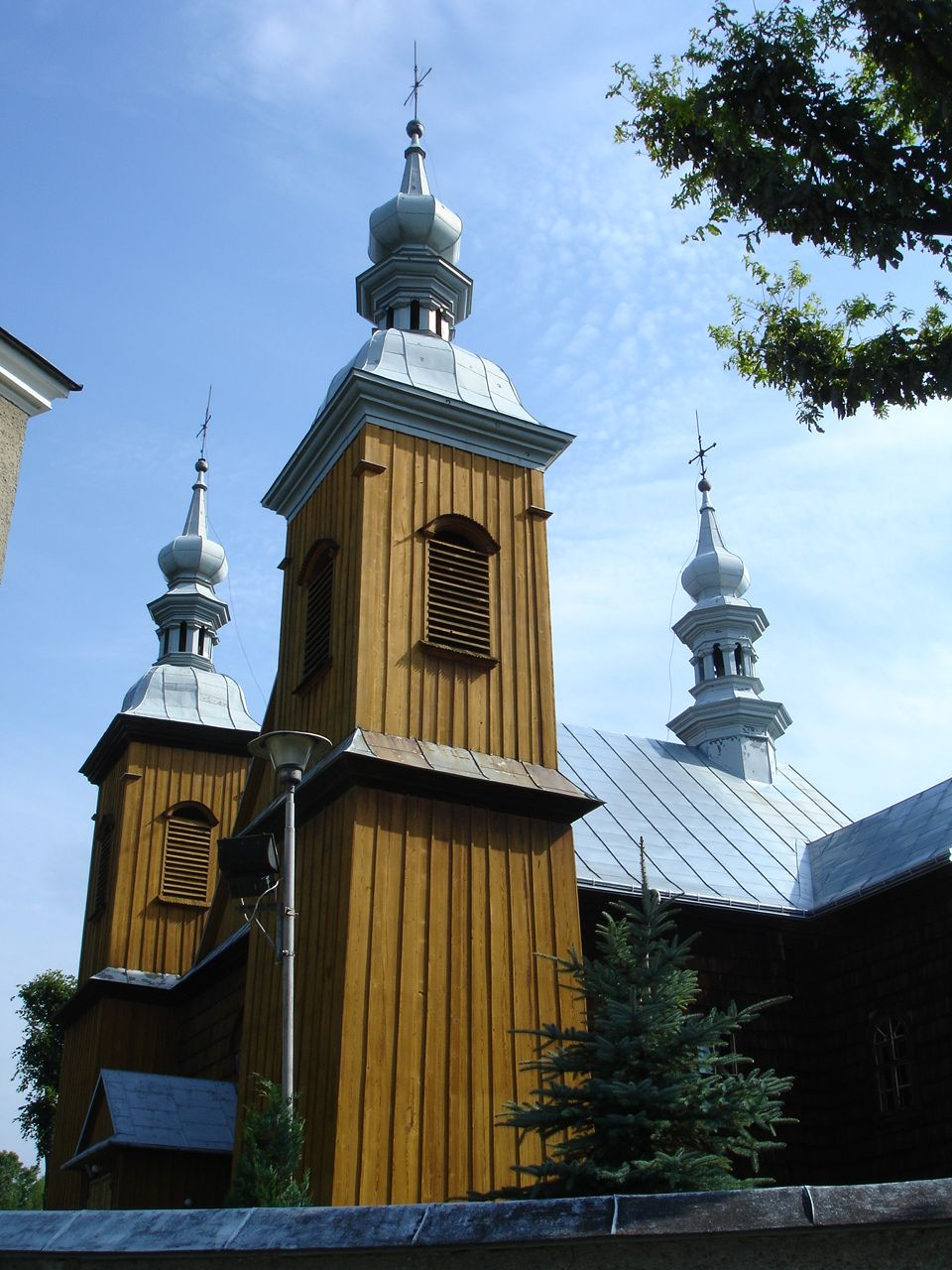
Яймежская приходская церковь
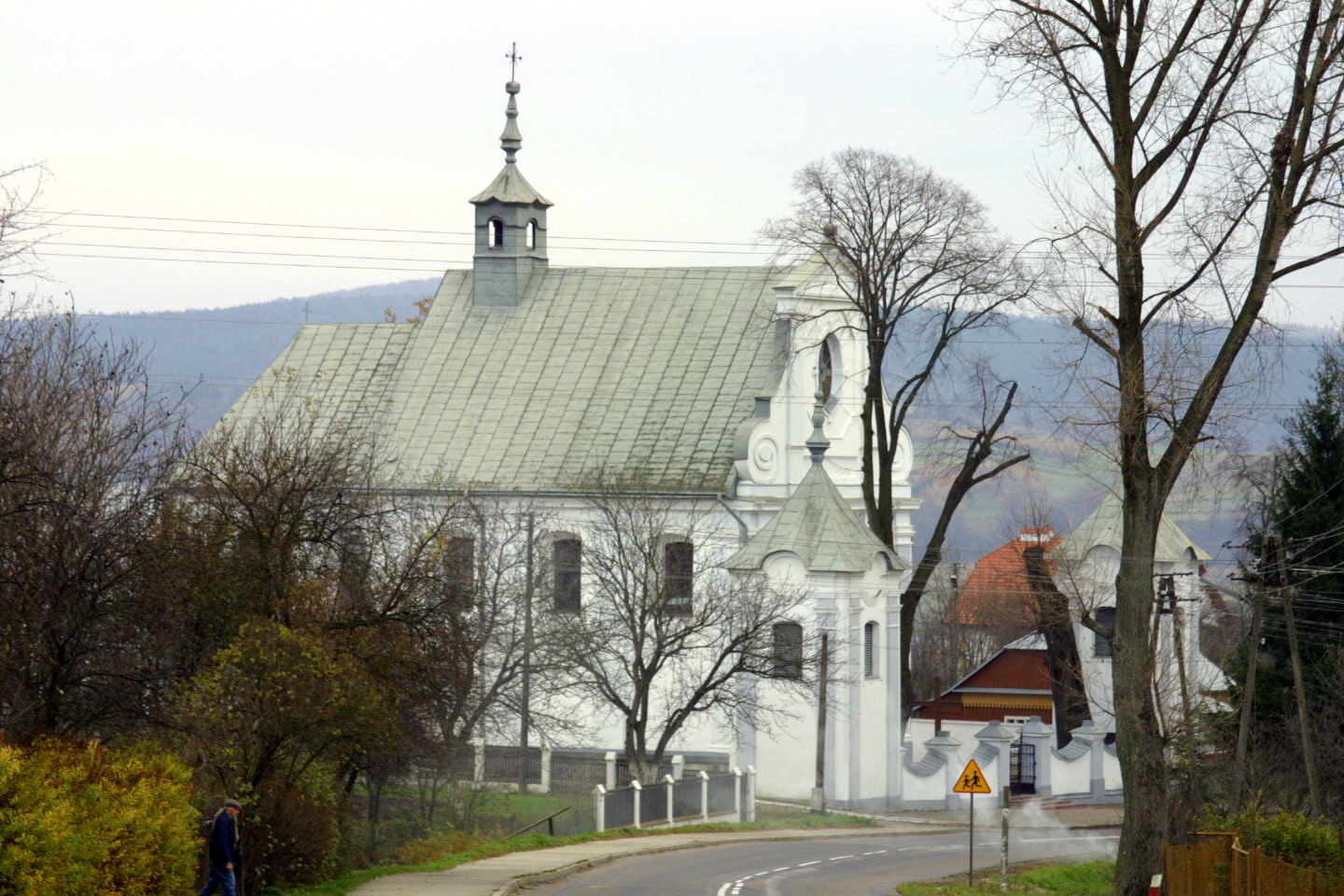
церковь в Бабице
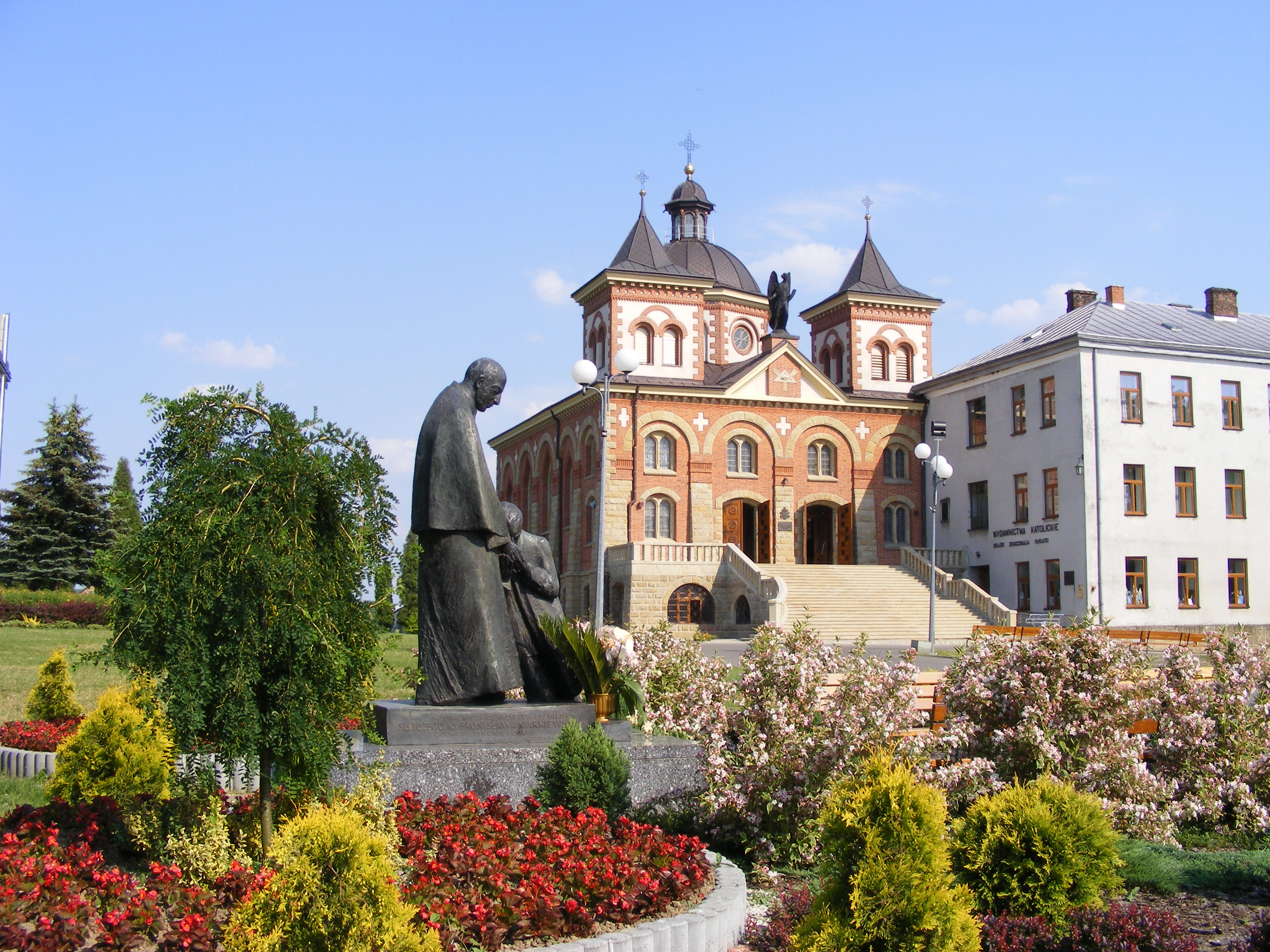
Святилище св. Архангела Михаила и блаженного Бронислава Маркевича в Майсце-Пястове
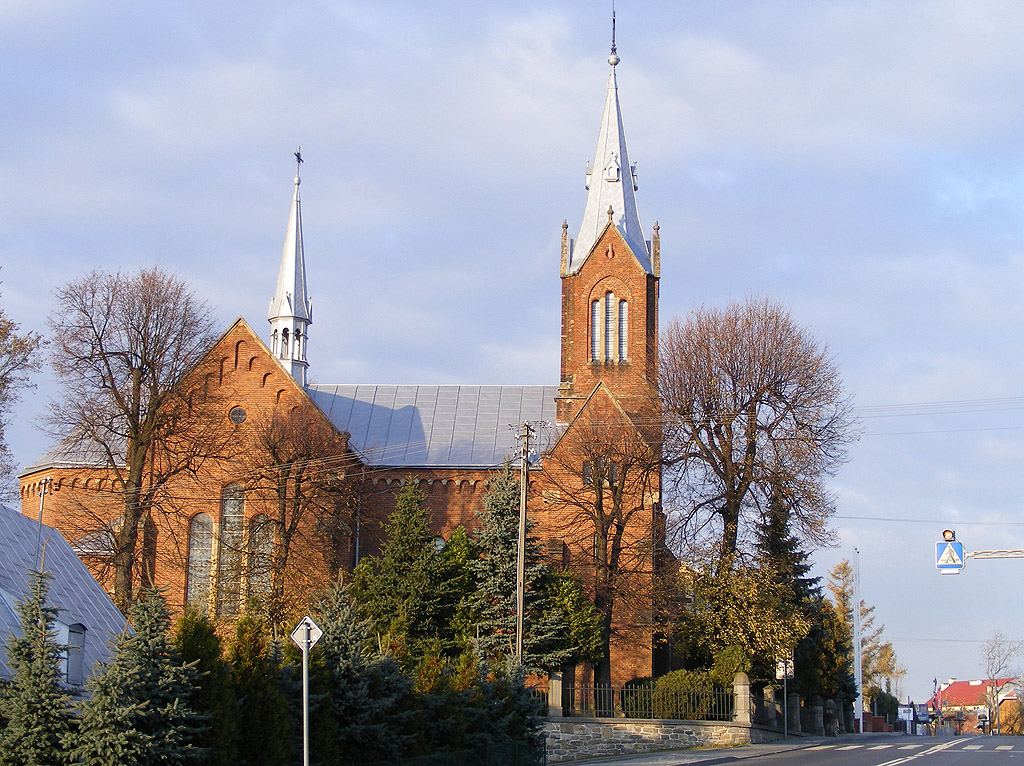
Приходская церковь в Майсце-Пястове с 1888 г.

## Светская архитектура
Старые фахверковые дома и дома с аркадами сохранились в Бабицах, Мжиглоде и Дынуве. В недавнем прошлом тип дома из далекого Тироля получил распространение в Ивониче благодаря плотнику из Климкувки под Ивоничем, который, находясь в Тироле во время Первой мировой войны, использовал полученный там строительный опыт после возвращения домой.

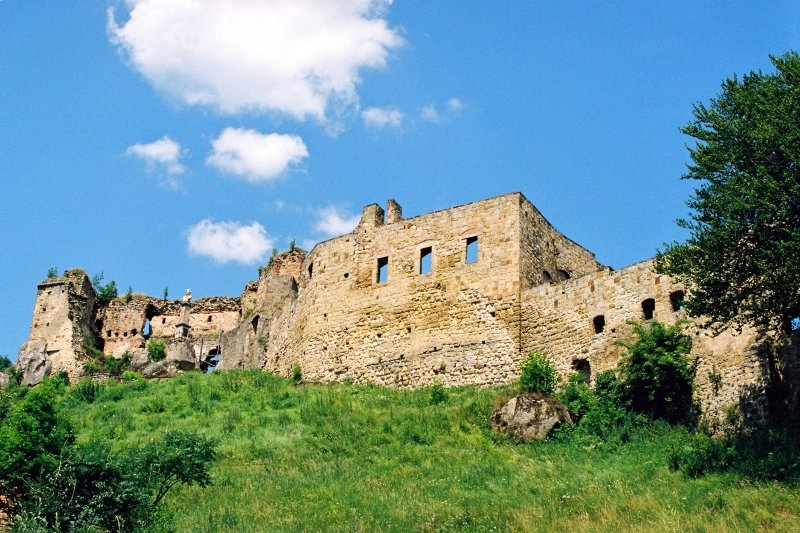
руины замка Каменец (Эренберг) в Оджиконе
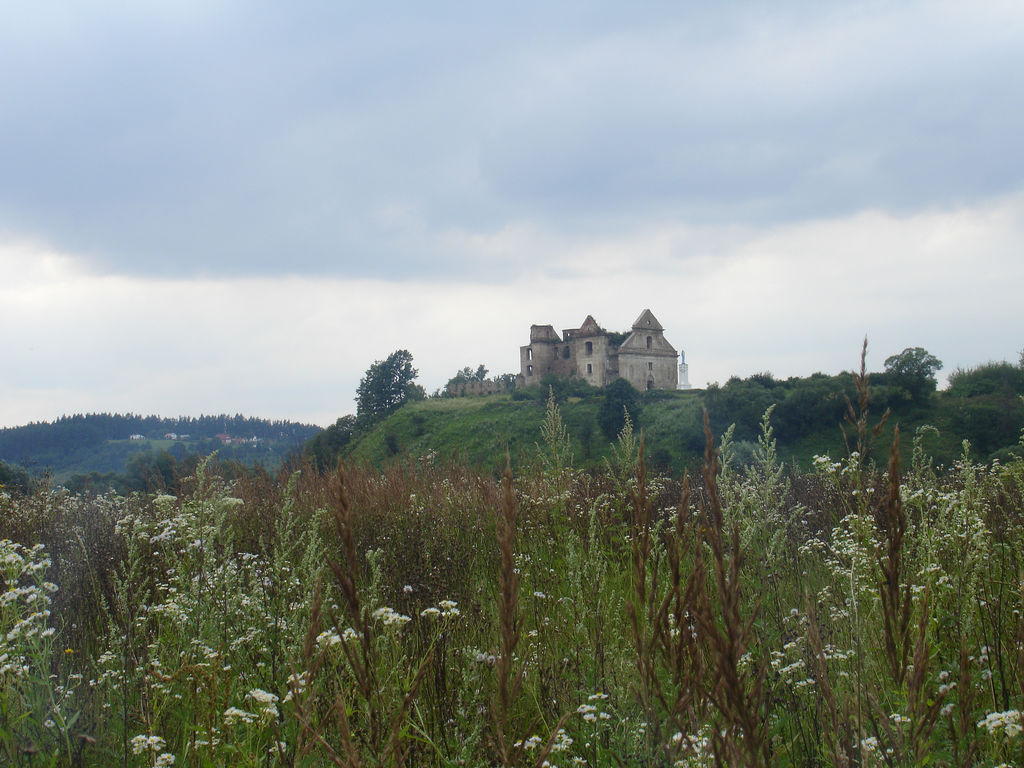
руины монастыря-крепости кармелитов в Загуже
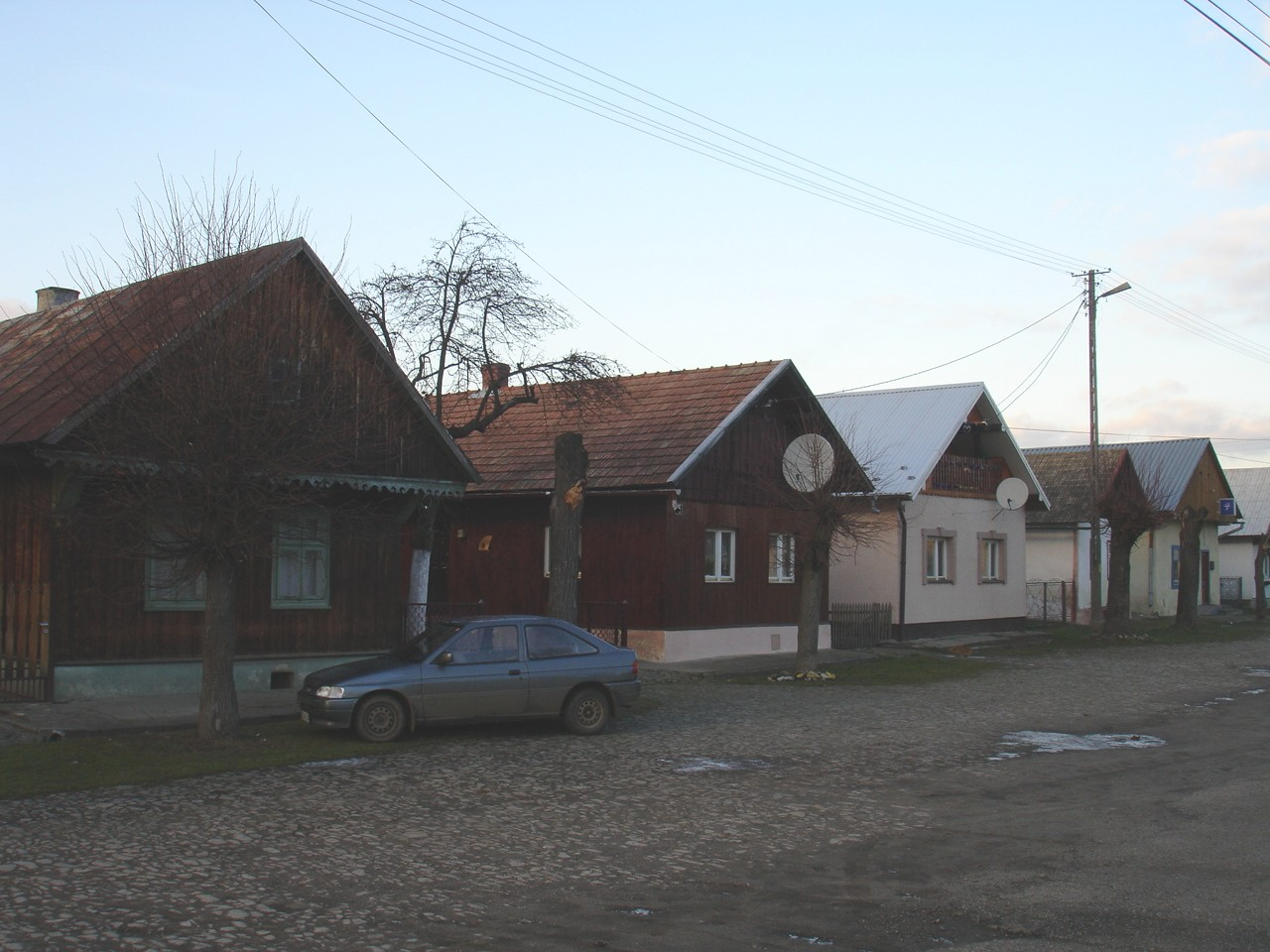
развитие рыночной площади в г. Мжиглод
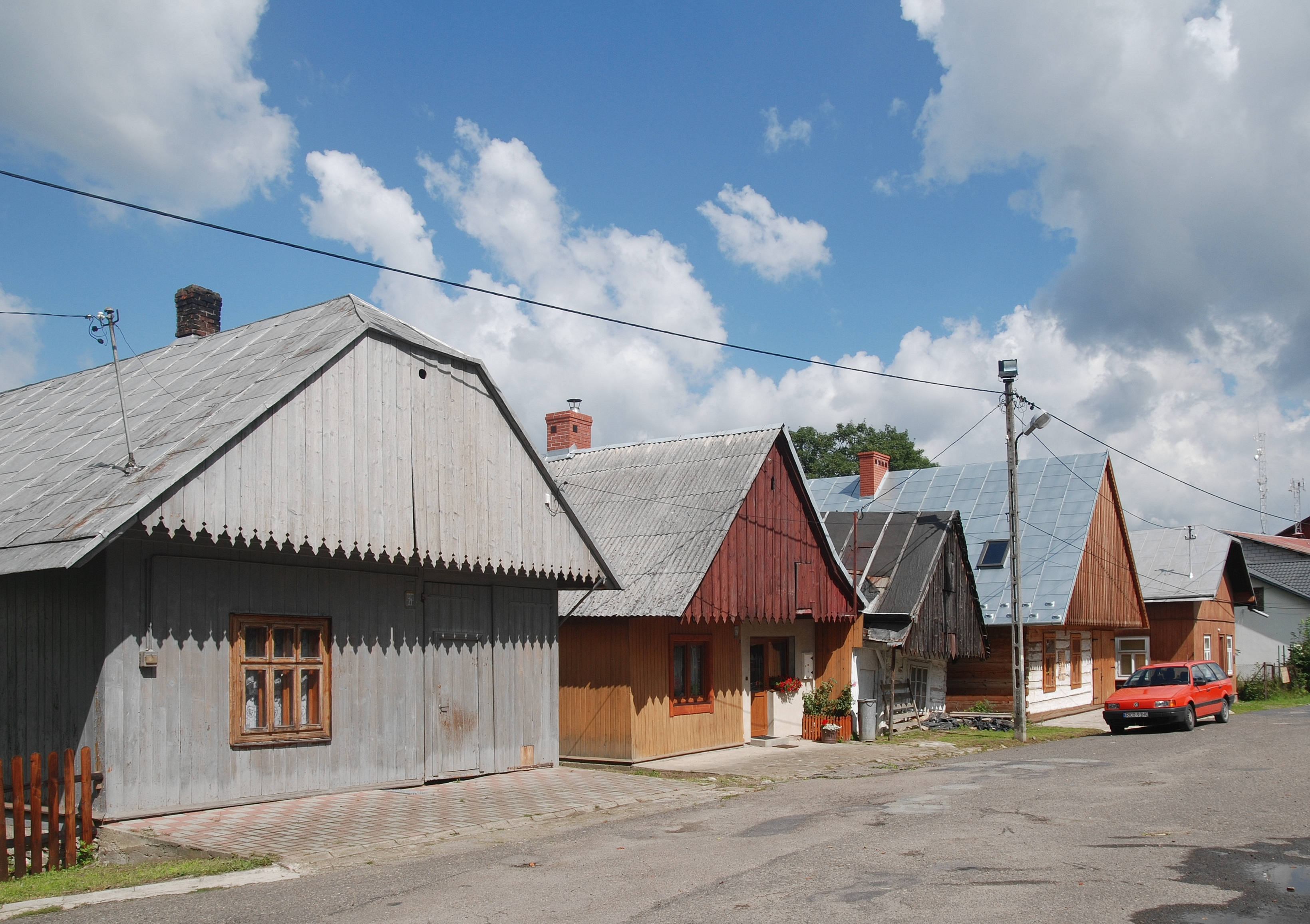
развитие рыночной площади в Яслиске
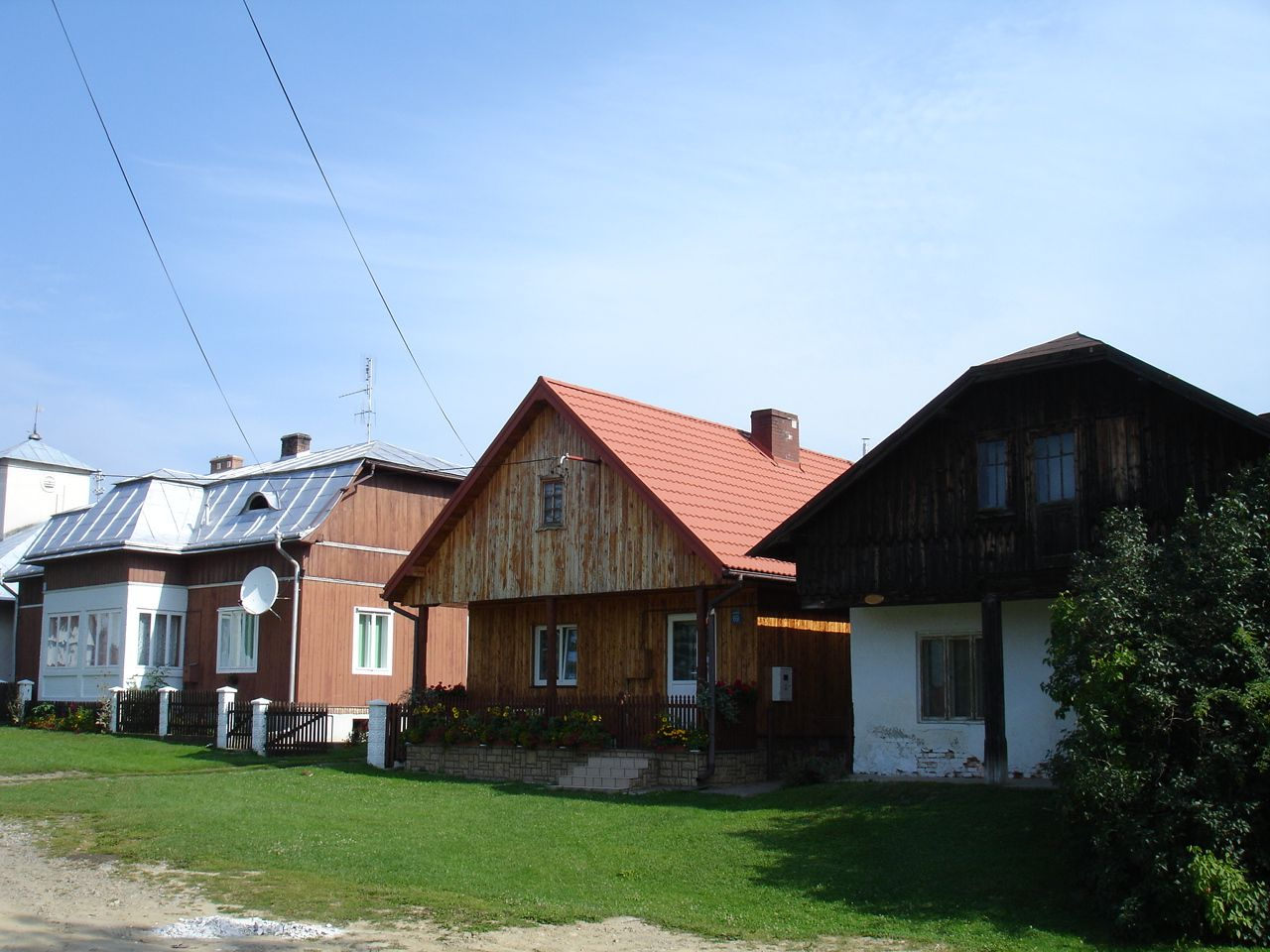
развитие рыночной площади в Ячмеже
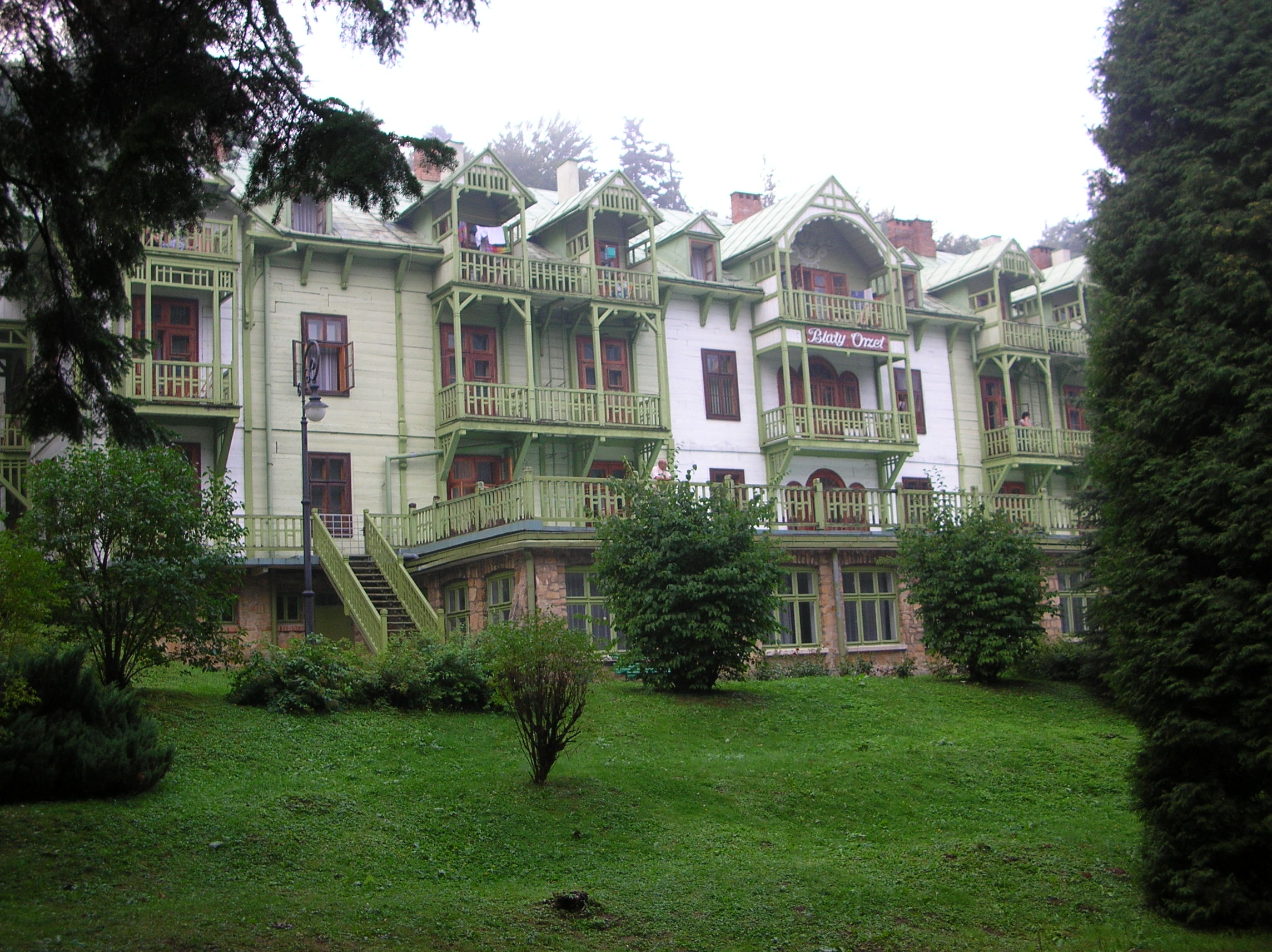
Здания курорта в Ивонич -Здруй
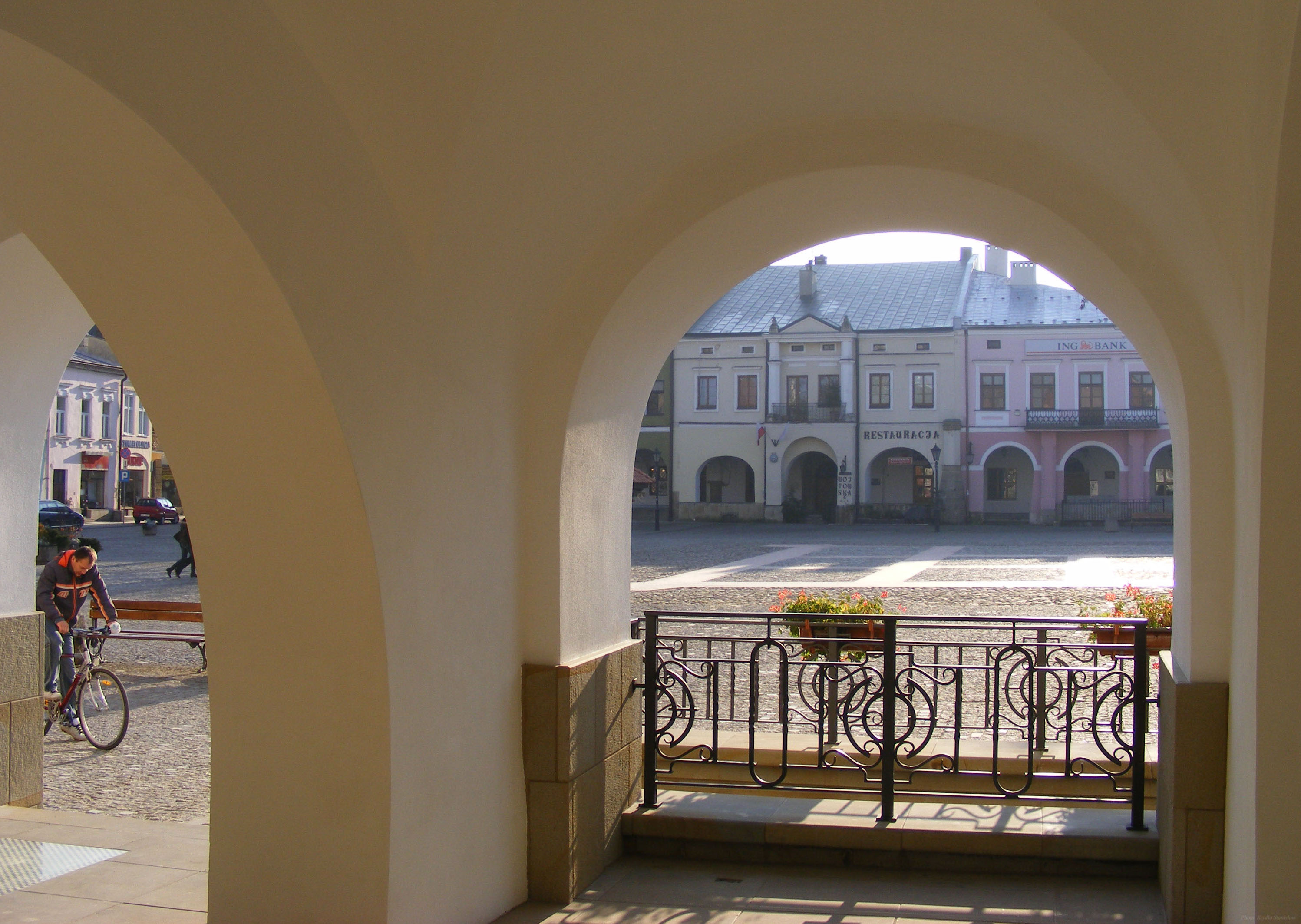
Аркады на рыночной площади Кросно